# 宮澤健一
宮澤 健一（みやざわ けんいち、1925年9月3日 - 2010年1月9日）は、日本の経済学者。学位は、経済学博士（一橋大学・1969年）。第9代一橋大学学長、一橋大学名誉教授。1997年から2010年まで日本学士院会員。元理論・計量経済学会（現日本経済学会）会長、元厚生省社会保障制度審議会会長、財団法人医療経済研究機構所長。神奈川県生まれ。
1962年エコノミスト賞、1977年日経・経済図書文化賞、1983年神戸賞、1998年勲一等瑞宝章。2010年正四位。指導学生に清水啓典（一橋大学名誉教授）などがいる。

## 経歴
- 1942年(昭和17年) 横浜市立横浜商業学校（Y校、現横浜市立横浜商業高等学校）卒業
- 1945年(昭和20年) 横浜市立経済専門学校（Y専、現横浜市立大学）第2学年修了、第9師団 (日本軍)入隊
- 1948年(昭和23年) 東京商科大学（現一橋大学）卒業、研究科進学
- 1949年(昭和24年) 横浜市立大学助手
- 1953年(昭和28年) 横浜市立大学助教授
- 1958年(昭和33年) 経済企画庁経済研究所主任研究員兼務
- 1964年(昭和39年) 横浜市立大学教授
- 1965年(昭和40年) 一橋大学経済学部教授
- 1969年(昭和44年) 経済学博士（一橋大学）
- 1980年(昭和55年) 一橋大学学長
- 1982年(昭和57年) 日本銀行金融研究所顧問
- 1990年(平成2年) 社会保障研究所所長[4]

## 指導学生
指導学生に清水啓典（一橋大学名誉教授）、叶芳和（元国民経済研究協会理事長）、武蔵武彦（千葉大学名誉教授）、荒井一博（一橋大学名誉教授）、松水征夫（広島大学名誉教授）、野本了三（広島大学教授）、藤垣芳文（成蹊大学教授）、花井敏（南山大学名誉教授）、進藤孝生（日本製鉄会長）など。

## 著作

### 単著
- 『日本の経済循環』（春秋社、1960年）
- 『経済数学：経済分析と数学論理』（評論社、1961年）
- 『巨視経済学』（至誠堂、1962年）
- 『経済構造の連関分析』（東洋経済新報社、1963年）
- 『産業構造分析入門』（有斐閣、1966年）
- 『国民所得理論』（筑摩書房、1967年）
- 『日本の経済循環』（春秋社、1969年）
- 『産業の経済学』（東洋経済新報社、1975年）
- Input-output analysis and the structure of income distribution（Berlin ; New York : Springer-Verlag, 1976）
- 『現代経済の制度的機構』（岩波書店、1978年）
- 『通論経済学』（岩波書店、1981年）
- 『現代経済学の考え方』（岩波書店、1985年）
- 『業際化と情報化：産業社会へのインパクト』（有斐閣、1988年）
- 『制度と情報の経済学』（有斐閣、1988年）
- 『マクロ経済学入門』（筑摩書房、1989年）
- 『高齢化産業社会の構図』（有斐閣、1992年）

### 共編著
- 『地域経済の基礎構造』（春秋社、1967年）
- （小泉明）『ケインズ一般理論研究』（全3巻）（筑摩書房、1970年）
- 『産業機構』（筑摩書房、1971年）
- （新野幸次郎・斉藤謹造）『現代経済体制論：経済の発展と体制の未来を探る』（有斐閣、1973年）
- （新野幸次郎・斉藤謹造）『現代日本経済論：発展の主体と機構を探る』（有斐閣、1973年）
- 『経済学と現代：近代経済学の課題と手法を探る』（有斐閣、1974年）
- （中山伊知郎・荒憲治郎）『原典による経済学の歩み』（講談社、1974年）
- 『産業連関分析入門』（日本経済新聞社、1975年）
- 『超インフレ時代』（学陽書房、1975年）
- （竹内宏）『日本産業教室：その構造・組織・政策を探る』（有斐閣、1976年）
- （森谷正規）『80年代の基礎産業』（筑摩書房、1980年）
- 『製造物責任の経済学』（三嶺書房、1982年）
- 『高度情報社会の流通機構：情報ネットワーク型流通システムの展開』（東洋経済新報社、1986年）
- 『流通システムの再構築 : 開放的かつ競争的な消費者指向型流通機構の構築にむけて』（商事法務研究会、1989年）
- （高丘季昭）『流通の再構築』（有斐閣、1991年）
- 『国際化時代の流通機構』（商事法務研究会、1991年）
- 『医療と福祉の産業連関』（東洋経済新報社、1992年）
- 『物流革新と流通の新展開』（東洋経済新報社、1993年）
- 『価格革命と流通革新』（日本経済新聞社、1995年）
- （連合総合生活開発研究所）『福祉経済社会への選択』（第一書林、1995年）

### 監修書
- （寺崎克志・馬田啓一著）『演習ミクロ経済学』（同文館出版、1983年）
- （寺崎克志・馬田啓一著）『演習マクロ経済学』（同文館出版、1983年）

### 訳書
- L. R. クライン『ケインズ革命』（篠原三代平と共訳、有斐閣、1952年）
- J. S. ベイン『産業組織論（上・下）』（丸善、1970年）
- ゲーリー・S・ベッカー『経済理論：人間行動へのシカゴ・アプローチ』（清水啓典と共訳、東洋経済新報社、1976年）
- ロナルド・コース『企業・市場・法』（後藤晃、藤垣芳文と共訳、東洋経済新報社、1992年）

## 論文
- 「産業ベース=商品ベースの変換と生産係数――国連SNA新提案とケムブリッジ方式へのコメント」『一橋論叢』第56巻第5号（1966年）
- 「所得連関乗数の理論と計測――所得分配の地域間依存構造への適用」『一橋大学研究年報 経済学研究』第13号（1969年）
- 「新SNA投入産出表と技術仮説」『一橋論叢』第65巻第5号（1971年）
- 「産業経済論の領域と方法」『一橋論叢』第67巻第4号（1972年）
- 「サービス経済論をめぐる一展望――情報・サービス産業化と公共経済」『一橋論叢』第70巻第1号（1973年）
- 「産業連関の価格=物量リンクモデルによる生産・消費・貿易構造の展望」『一橋論叢』第76巻第2号（1976年）
- 「一橋経済理論の伝統と現代――理論と歴史および制度」『一橋論叢』第93巻第4号（1985年）
- 「サービス化、情報化、ネットワーク化と産業社会」『一橋論叢』第97巻第5号（1987年）
- 「公私ミックス化と市場システム」『日本學士院紀要』第53巻第3号（1999年）
- 「価値多元化と「合意形成」再考：原理レベルと実態レベル――情報的および制度的基礎」『日本學士院紀要』第56巻第1号（2001年）
- 「競争のシステムと互助のシステム――市場機構・社会保障の接点と制度デザイン」『日本學士院紀要』第58巻第2号（2003年）
- 「公共サービス化の産業連関と社会保障――医療・介護・福祉と経済的波及効果」『日本學士院紀要』第60巻第2号（2006年）
- 「競争政策の方向と新独占禁止法――改正法と指針改定の位置づけと評価」『日本學士院紀要』第63巻第1号（2008年）